# KAI KF-21 Boramae
Die KAI KF-21 Boramae (zuvor KF-X) ist ein südkoreanisches Mehrzweckkampfflugzeug der fünften Generation mit Tarnkappeneigenschaften, das von der Korea Aerospace Industries (KAI) mit Unterstützung von Lockheed Martin für die südkoreanische Luftwaffe entwickelt wurde. Das Projekt wurde im März 2001 vom südkoreanischen Präsidenten Kim Dae-jung an der Air Force Academy bekanntgegeben.

## Geschichte und Konstruktion
Laut der Agency for Defense Development (ADD) (Agentur für Rüstungsentwicklung) soll die KF-21 die veralteten F-4 und F-5 ersetzen und die F-15K-, KF-16-, FA-50- und F-35-Flotte ergänzen. Es wurden zwei Konzepte ausgewählt:
- KF-X-101: Ähnlich der Lockheed Martin F-35A, jedoch mit zwei Triebwerken
- KF-X-201: Ähnlich dem Eurofighter, allerdings mit Tarnkappeneigenschaften und zwei Seitenleitwerken.

Die Entwicklung des einsitzigen zweistrahligen Flugzeuges mit Doppelleitwerk begann im Dezember 2015, erste Bauteile wurden im Februar 2019 gefertigt. Sie war jedoch nicht unproblematisch, weil sich die USA weigerten, vier der Kerntechnologien (unter anderem AESA-Radar) mit Südkorea zu teilen. Den südkoreanische Unternehmen gelang es, die Kerntechnologien größtenteils selbst zu entwickeln.
Nachdem GE Aviation im Mai 2016 als Triebwerkslieferant ausgewählt worden war, wurde das erste GE-F414-400-Triebwerk im Mai 2020 geliefert. Die Endmontage des ersten Prototyps begann im Sommer 2020. Bis 2021 sollten sechs Prototypen gebaut werden und GE Aviation 15 Triebwerke liefern. Nach dem Erstflug am 19. Juli 2022 soll mit sechs Prototypen bis zum Februar 2026 die Flugerprobung abgeschlossen sein. Neben GE Aviation ist noch Elbit Systems involviert. MBDA und Diehl Defence sollen Luft-Luft-Raketen beisteuern und als präzisionsgelenkte Munition sollen Paveways, Taurus und CBU-105-Streubomben verwendet werden. Mitte Mai 2023 erfolgte der Erstflug des fünften Prototyps. Bis zum Flug des fünften Prototyps absolvierten die bisherigen vier Prototypen zirka 200 Flüge, bei denen sie 260 Tests unterzogen wurden. Damit hat der KF-21 das Zertifikat „provisorisch gefechtstauglich“ erhalten, was den Herstellern den Zugang zu entsprechenden Budgets für die Massenproduktion erlaubt, noch bevor alle Anforderungen erfüllt wurde. Der letzte Prototyp – ein zweiter Doppelsitzer neben Prototyp Nummer vier – folgte im Juni 2023. Im April 2023 war der erste Abschuss einer Lenkwaffe IRIS-T erfolgt. Meteor wurden auch im Überschallbereich verschossen. Bis Mitte 2025 waren 1.300 Testflüge absolviert. Das Programm war damit zu 70 Prozent erfüllt. 2026 sollte die operationelle Erprobung bei der Luftwaffe durchgeführt werden. Die ersten 40 Flugzeuge wurden ab 2024 gebaut und sollten mit Abschluss der Testflüge 2028 an die Truppe gehen.

## Interessenten
2010 erklärte sich Indonesien bereit, – im Austausch für einen Prototyp, Teilnahme an der Entwicklung sowie Zugang zu den technischen Daten – bei einer gemeinsamen Produktion der KF-21 20 Prozent der Entwicklungskosten zu tragen. Indonesien hat aber eine Reihe von Zahlungen verpasst. Im Juni 2025 schrieb die Flug Revue, Indonesien sei faktisch aus dem Programm rausgeworfen worden.
Die KF-21 ähnelt optisch der F-35. Die KF-21 ist einfacher zu warten als die F-35 und in Anschaffung und Unterhalt kostengünstiger. Das macht sie auch für Länder wie Polen, Thailand, die Philippinen, die Vereinigten Arabischen Emirate (VAE) und den Irak interessant.

## Technische Daten
| Kenngröße             | Daten                                                                               |
| --------------------- | ----------------------------------------------------------------------------------- |
| Länge                 | 16,90 m                                                                             |
| Spannweite            | 11,20 m                                                                             |
| Höhe                  | 4,70 m                                                                              |
| Flügelfläche          | 46,50 m²                                                                            |
| Flügelstreckung       | 2,7                                                                                 |
| Leermasse             | 11.800 kg                                                                           |
| normale Startmasse    | 17.200 kg                                                                           |
| max. Startmasse       | 25.400 kg                                                                           |
| Triebwerke            | 2 × Mantelstromtriebwerke General Electric F414-GE-400K mit je bis zu 97,9 kN Schub |
| Höchstgeschwindigkeit | Mach 1,81                                                                           |
| Dienstgipfelhöhe      | k. A.                                                                               |
| Einsatzradius         | k. A.                                                                               |

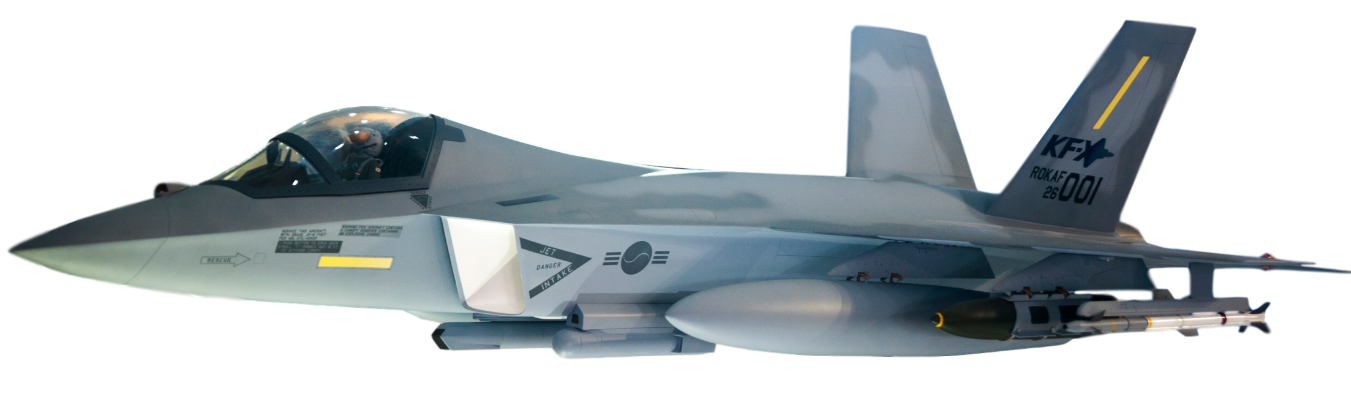
Modell der KF-21

Die beiden Mantelstromtriebwerke General Electric F414-GE-400K liefern ohne Nachbrenner zusammen max. 115,6 kN (2 × 57,8 kN), das sind 9,2 % weniger als die 128,1 kN des F-35-Triebswerks. Mit Nachbrenner liefern sie maximal 195,8 kN Schub, das sind rund 2,3 % mehr als die 191,3 kN des F-35-Triebwerks.

### Bewaffnung
Kampfmittel an zehn Außenlaststationen, sechs unter den Tragflächen und vier unter dem Rumpf:
- Luft-Luft-Lenkflugkörper
  - MBDA Meteor
  - Raytheon AIM-120 „AMRAAM“
  - Diehl BGT Defence „IRIS-T“
  - AIM-9X „Sidewinder“
- Luft-Boden-Lenkflugkörper
  - Taurus KEPD-350
  - Raytheon AGM-65 „Maverick“
- Seezielflugkörper
  - Boeing AGM-84 „Harpoon“
- Freifallbombe
  - Mk.81/82/83/84
  - GBU-39/B SDB
  - CBU-105 WCMD
- Präzisionsgelenkte Munition
  - JDAM
  - GBU-54/56 LJDAM
  - GBU-12 LGB
  - KGGB (Korean GPS-Guided Bomb)